# Mimosa cubatanensis
Mimosa cubatanensis är en ärtväxtart som beskrevs av Frederico Carlos Hoehne. Mimosa cubatanensis ingår i släktet mimosor, och familjen ärtväxter. Inga underarter finns listade i Catalogue of Life.